# Caulastraea furcata

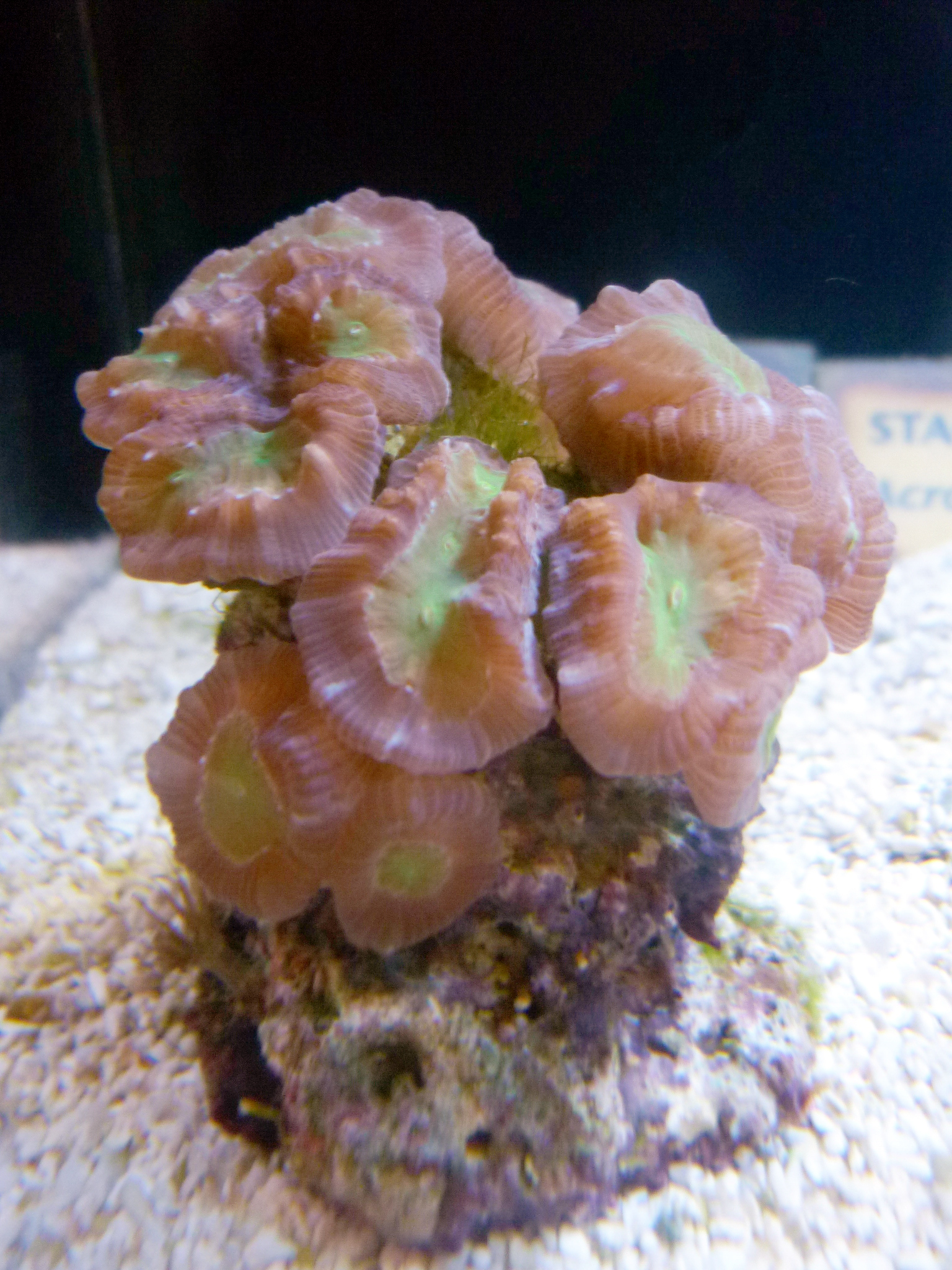
C. furcata en el Acuario de Waikiki, Hawái

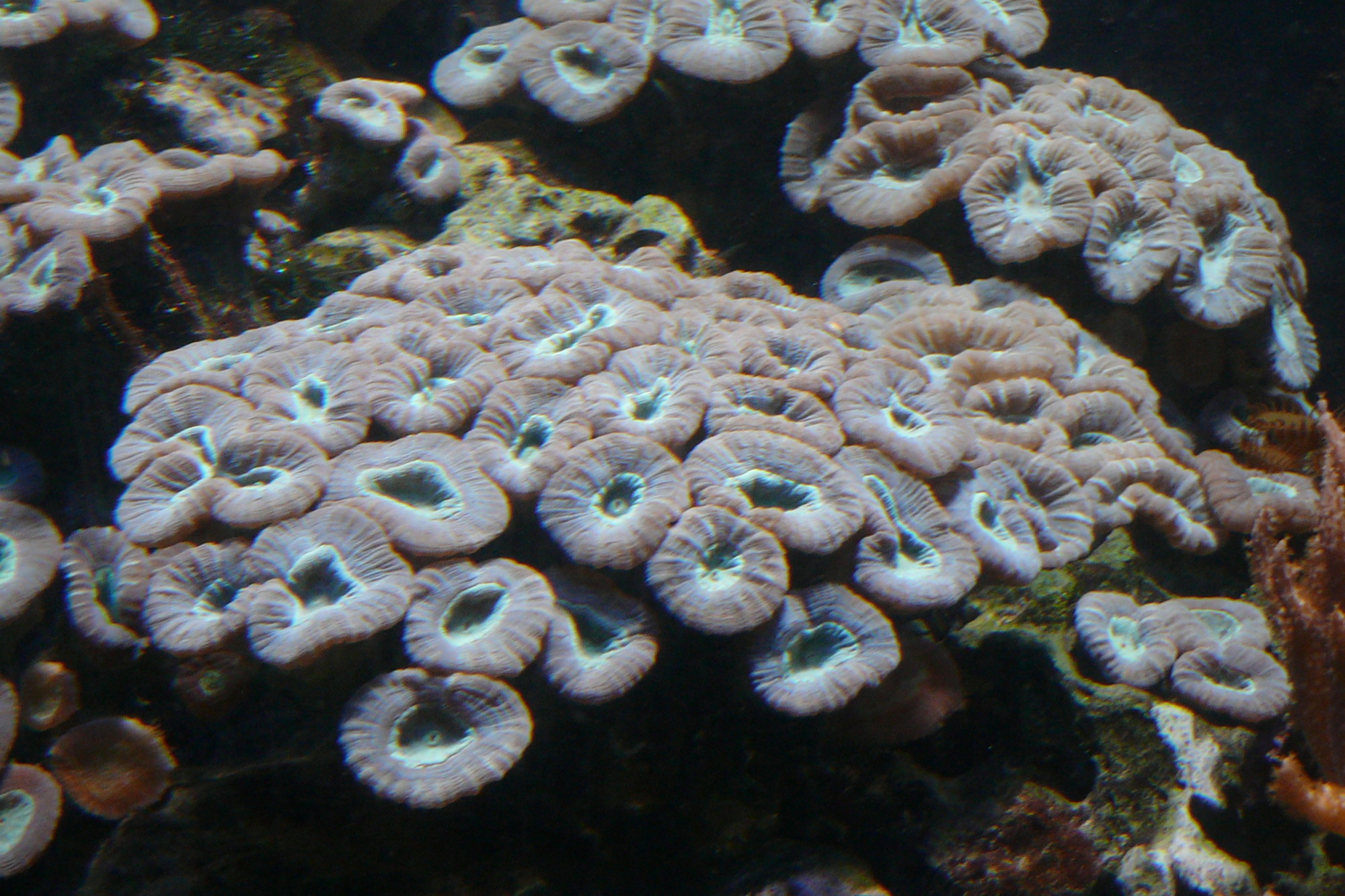
C. furcata en el Acuario de Berlín

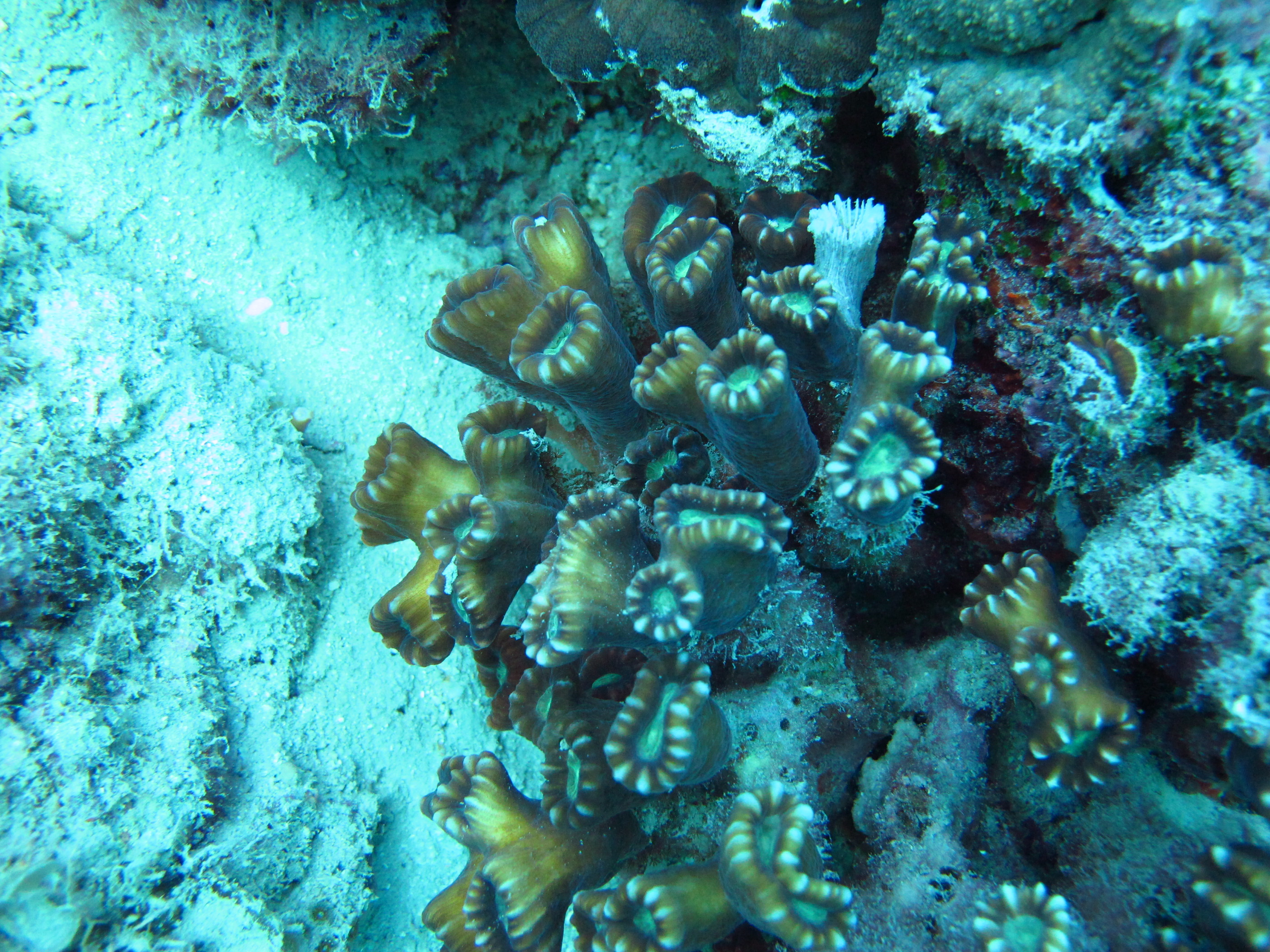
C. furcata en isla Masig, Australia

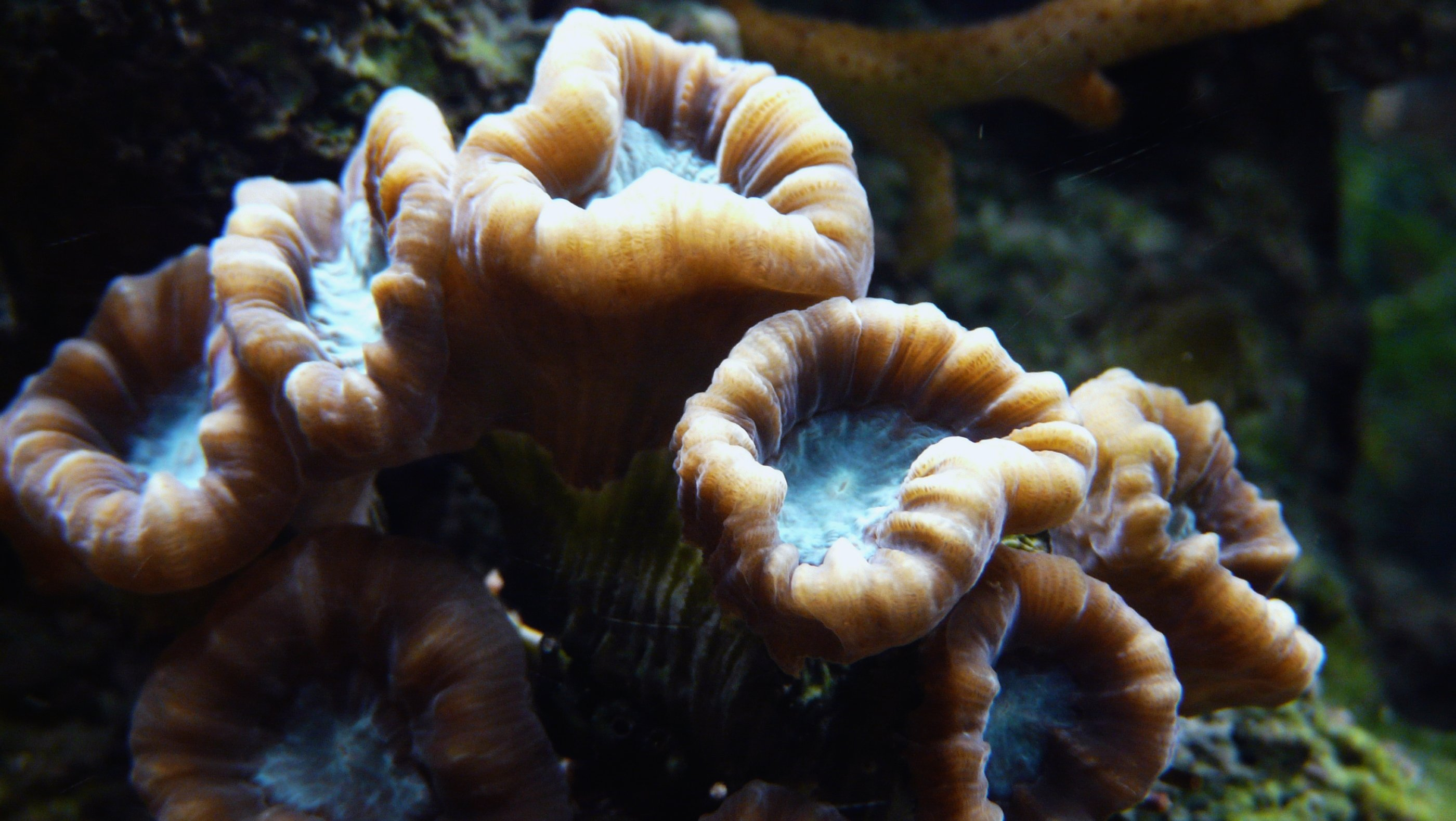
C. furcata

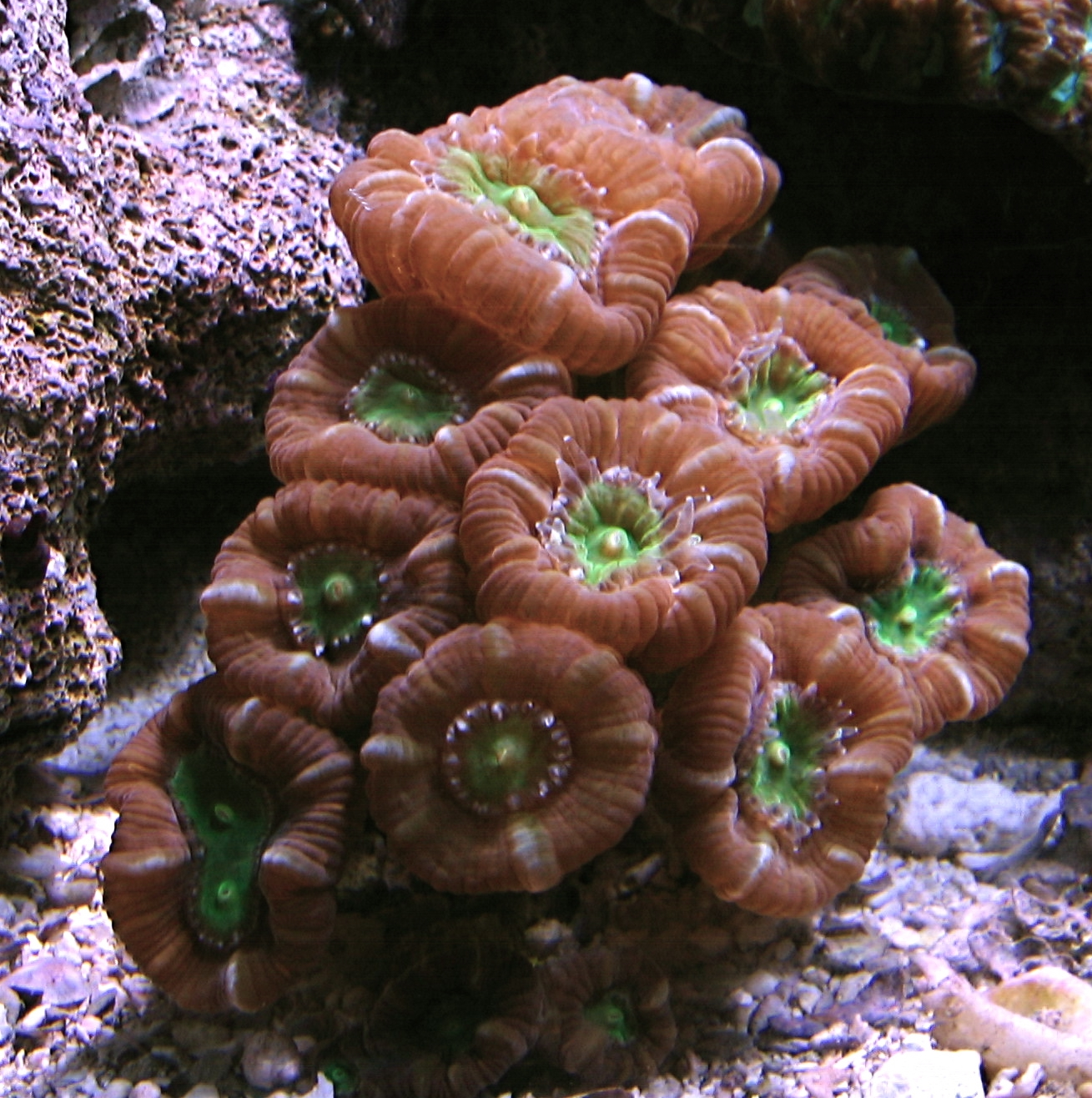
C. furcata

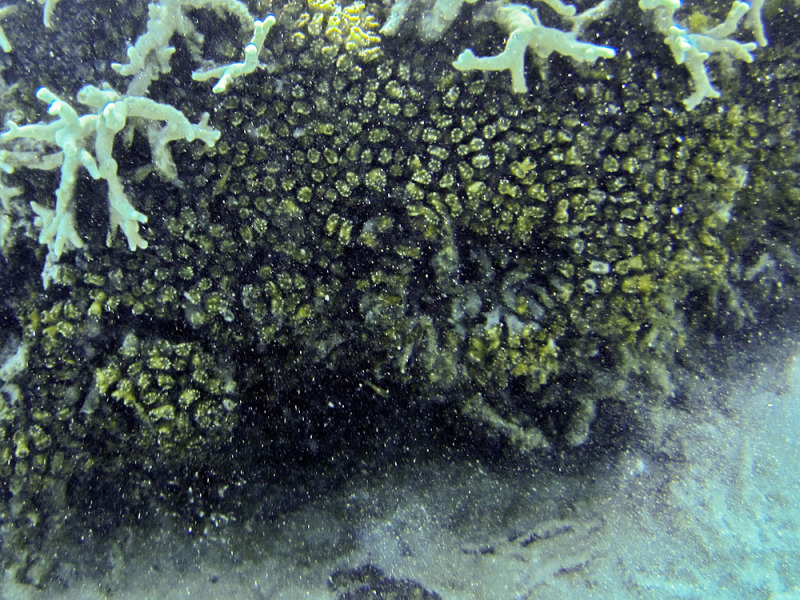
C. furcata, en isla Lizard, Australia

Caulastraea furcata es una especie de coral duro de la familia Merulinidae. Su esqueleto es macizo y está compuesto de carbonato cálcico. 
Su nombre común en inglés es "candy cane coral", coral caramelo, debido al aspecto de sus pólipos, o también "trumpet coral", coral trompeta, por la forma de sus coralitos.

## Morfología
Sus coralitos, esqueletos secretados por los pólipos, son alargados, con su extremo superior normalmente ovalado, de unos 10 mm de diámetro, y su disco oral más bien poco profundo. La parte visible del pólipo tiene entre 1 y 3 cm de diámetro. El color de su tejido carnoso puede ser marrón, verde fluorescente, amarillo, rojo o azul, a veces con líneas radiales blancas desde su disco oral, que es verde fluorescente.
Alrededor de su disco oral, que, en ocasiones puede contener dos o tres bocas, expande sus cortos tentáculos antes del amanecer, para cazar presas de zooplancton.
No es un coral muy agresivo, pues cuenta con sólo dos cortos tentáculos "barredores", con los que competir por el espacio y la luz.
Las colonias son faceloides, que tienen los coralitos de tamaño uniforme y unidos en su base, y superan los 5 m de tamaño.

## Alimentación
Los pólipos contienen algas simbióticas mutualistas (ambos organismos se benefician de la relación) llamadas zooxantelas. Las algas realizan la fotosíntesis, produciendo oxígeno y azúcares, que son aprovechados por los pólipos, y se alimentan de los catabolitos del coral (especialmente fósforo y nitrógeno). Esto les proporciona entre el 70% y el 95% de sus necesidades alimenticias, el resto lo obtienen atrapando plancton con la ayuda de sus tentáculos y filtrando a través de su boca materia orgánica disuelta del agua.

## Reproducción
Caulastraea furcata se reproduce,  tanto sexual, como asexualmente. Asexualmente, mediante un proceso en el que cada pólipo se divide en dos o más pólipos hijos. Y sexualmente, liberando al agua tanto huevos como esperma para que se fertilicen. Los huevos fertilizados se convierten en larvas que circulan en la columna de agua, a veces durante meses y cientos de kilómetros, antes de establecerse fijándose al sustrato y convirtiéndose en pólipos. Posteriormente, secretan un esqueleto de carbonato cálcico, o coralito, y, tras reproducirse asexualmente por gemación, conforman la colonia coralina.

## Hábitat y distribución
Ubicándose en las laderas protegidas del arrecife, en un rango de profundidad hasta los 30 m. Suele encontrarse también en aguas protegidas de fuertes corrientes y con sustrato arenoso.
Su distribución geográfica comprende la costa oriental tropical africana, mares de la China, norte y este de Australia, y hasta las islas del Pacífico central. Es especie nativa de Australia; Chagos; Comoros; Filipinas; Fiyi; Indonesia; Japón; Kenia; Kiribati; Madagascar; Malasia; islas Marshall; Mauritius; Mayotte; Micronesia; Mozambique; Nauru; Nueva Caledonia; Palaos; Papúa Nueva Guinea; Pitcairn; Polinesia Francesa; Reunión; islas Salomón; Samoa; Samoa Americana; Seychelles; Singapur; Somalia; Tailandia; Taiwán; Tanzania; Tokelau; Tonga; Tuvalu; Vanuatu; Vietnam y Wallis y Futuna.

## Mantenimiento
Como norma, los Caulastraeas son razonablemente robustos, y de los corales duros fáciles de mantener. Una luz de moderada a alta, satisfará a la mayoría de las colonias aclimatadas. Respecto a la corriente, se adapta bien a corrientes suaves o moderadas.
Con independencia del resto de niveles de los parámetros comunes del acuario marino: salinidad, calcio, magnesio, dureza, etc.; hay que mantener los fosfatos a cero y los nitratos a menos de 20 ppm. Algunos autores, con independencia de aditar oligoelementos (yodo, hierro, manganeso, etc.), recomiendan aditar estroncio hasta mantener un nivel de 10 ppm.
Se recomienda cambios de agua semanales del 5% del volumen del acuario.

## Conservación y amenazas
La Lista Roja de Especies Amenazadas de la Unión Internacional para la Conservación de la Naturaleza califica esta especie como de Preocupación menor ver 3.1, a partir de una evaluación de 2008. No obstante, el creciente aumento de la temperatura del mar está incrementando dramáticamente la muerte de corales por blanqueo en todo los océanos, y las proyecciones actuales de los expertos auguran para todo el siglo XXI episodios anuales severos de blanqueo de corales en el 99% de los arrecifes de todo el mundo. De hecho, recientes estudios han constatado que en 2016 ha muerto aproximadamente el 35% de los corales en 84 áreas de las secciones norte y centro de la Gran Barrera de Coral australiana, debido al blanqueo de coral producido por el aumento de la temperatura del mar. También durante 2016, el principal arrecife de Japón, en el archipiélago de Okinawa, sufrió una decoloración por blanqueo del 70% de su extensión, y el arrecife más septentrional del mundo, situado frente a las costas de la isla japonesa de Tsushima, dónde sus aguas templadas suelen evitar episodios de blanqueo, ha sido afectado por primera vez en el 30% de su extensión, según afirma un estudio realizado en diciembre de 2016 por el Instituto Nacional de Estudios Medioambientales de Japón (NIES).
C. furcata es un coral común, pero en las últimas décadas ha descendido notablemente, y en determinadas zonas continua en declive. Y dado el que está comprobado que el aumento de la temperatura de la superficie marina supone un incremento directo de las enfermedades de los corales,  la previsión de la población global de la especie es decreciente.
Se necesita más información para ayudar a la recuperación, incluida la supervivencia y fecundidad por edad, el reclutamiento sexual y asexual, la información demográfica , dinámica de la población juvenil, la importancia de las variables del hábitat para el reclutamiento y la supervivencia, y la ubicación de las poblaciones que muestran signos de recuperación. Son necesarias más investigaciones sobre la etiología de la enfermedad, y la eficacia de los métodos de restauración actuales. 
Las medidas recomendadas para la conservación de esta especie incluyen la investigación en taxonomía, la población, la abundancia y tendencias, el estado de la ecología y hábitat, amenazas y resistencia a las amenazas, la acción de restauración; identificación, creación y gestión de nuevas áreas protegidas; expansión de las áreas protegidas; gestión de la recuperación; y gestión de la enfermedad, y los parásitos patógenos. La propagación artificial y técnicas como la criopreservación de gametos pueden ser importantes para la conservación de la biodiversidad de corales.
C. furcata está incluida en el Apéndice II de CITES, lo que significa que en los países firmantes de este tratado se requiere un permiso, tanto para su recolección, como para su comercio. En Estados Unidos está prohibida la recolección de corales para fines comerciales.